# Albert Goodwin

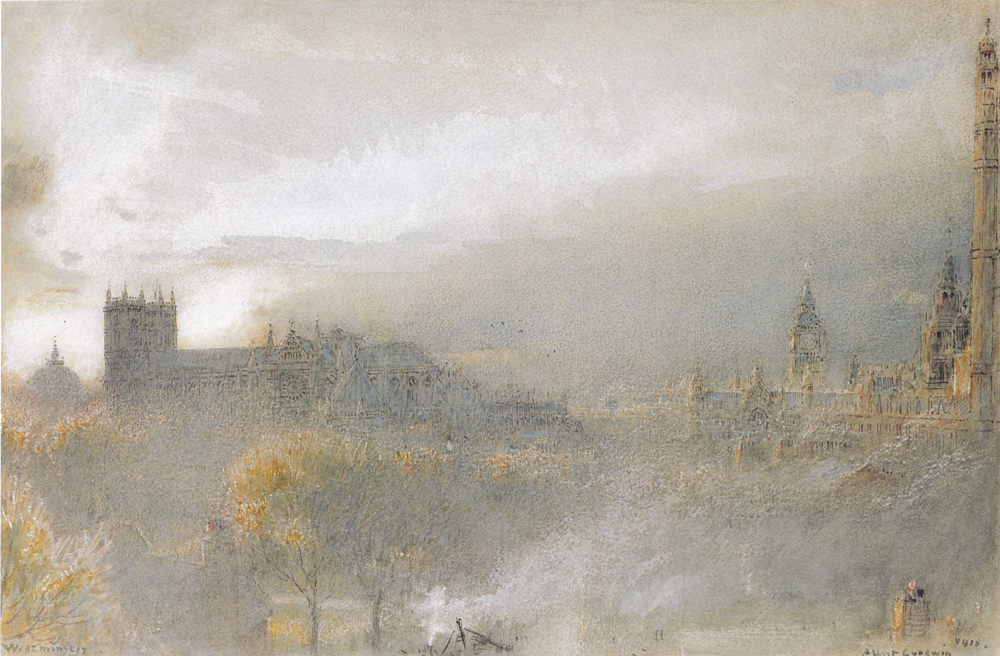
Westminster, 1917

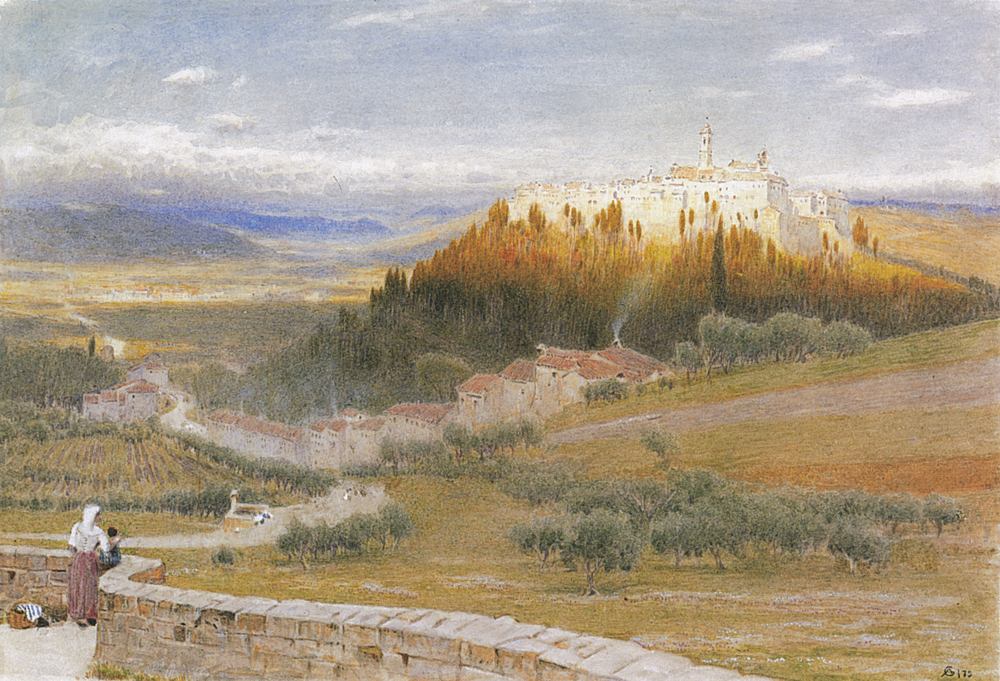
Certosa, 1883

Albert Goodwin (ur. 17 stycznia 1845 w Maidstone, zm. 11 kwietnia 1932 w Londynie) – brytyjski malarz pejzażysta. 
Urodził się w ubogiej rodzinie jako jedno z dziewięciorga dzieci murarza. Początkowo został uczniem szewca, jednak dzięki zdolnościom artystycznym kontynuował naukę u prerafaelitów Arthura Hughesa i Forda Madoxa Browna. W wieku 15 lat wystawił pierwszą pracę Royal Academy of Arts, wielbicielem jego twórczości był John Ruskin, który zabrał go w podróż po Europie. W 1876 został członkiem Royal Watercolour Society.
Albert Goodwin specjalizował się w akwareli tworząc pod wpływem Williama Turnera i prerafaelitów. W późniejszych pracach stosował techniki eksperymentalne takie jak korzystanie z atramentu, który dodany do akwareli pomagał osiągnąć efekty atmosferyczne. Był płodnym artystą, pozostawił po sobie ponad 800 prac.